# Далматинска загора
Загора је у ужем смислу историјско-географска област у шибенском и сплитском залеђу у Далмацији омеђена падинама Тртра, Великог Јелинка, Козјака, Мосор, подручјем Пољица, ријеком Цетином и Цетинском Крајином, Свилајом и Мосећем, Петровим пољем и кањоном Чиколе.
Загора, или Далматиснка загора, у ширем смислу обухвата и копнени дио средње и мањи дио сјеверне Далмације (већи дио Сплитско-далматинске и Шибенско-книнске жупаније), од сјевернодалматинске заравни и порјечја Крке на сјеверозападу до Вргорског поља и прелаза према ушћу Неретве на југоистоку од мора одвојеним ланцем планина од Тртра преко Мосора и Биокова до Рилића. Радио се о историјски засебним срединама, крајинама или крајевима: Книнској Крајини, Дрнишкој Крајини, Загори, Мућком крају, Врличкој Крајини, Цетинској Крајини, Клишкој Крајини, Пољицима, Омишкој Крајини, Имотској Крајини и Вргорској Крајини. Крајине су од 1807. међусобно повезане уздужним путем Книн—Сињ—Имотски—Вргорац.
Током 20. вијека у географским изворима и у јавном говору шири појам Загоре преузима уже, историјско значење, чему су узрок природно-географска и развојна уједначеност простора, као и слични негативни социоекономски трендови. Поимање историјске Загоре своди се на локални идентитет и традицију.

## Географија
Загором се сматра континентални дио Далмације. То је око 150 км дуг појас одвојен од приморја планинским ланцем Козјака (780 м), Мосора (1339 м), Омишке Динаре (864 м), Биокова (1762 м) и Рилића (1160 м). Чине је подручја у околини Книна, Дрниша, Сиња, Врлике, Имотског и Вргорца. Припада простору изразитог крша. Углавном се састоји од размјерно ниских узвисина, малених удолина и поља између њих, која се пружају у смјеру исток—запад. Брда су гола или прекривена шикаром и ниском шумом, у пољима се налазе обрадиве површине, а уз њих насеља. Традиционалну привреду чинили су сточарство, углавном ситна стока, и пољопривреда, нарочито винова лоза. Због неравномјерног развоја у 20. вијеку, у односу на сјевер, врло је изражена депопулација. Највише планине су врло актрактивне за планинарење.
- Кршка зараван и Динара
- Сињ
- Цетина
- Имотски
- Вргорац

## Говор
Подручју је својствено штокавско нарјечје и икавски дијалекат, с честом вокалном редукцијом (говед’на, кобас’ца, вр’тено). Глаголи у првом лицу презента углавном умјесто на м, завршавају на н (идем—иден, гледам—гледан), инфинитив глагока је по правилу окрњен, без завршног и (гледат’, ић’). Честе су конструкције с два инфинитива (он неће волит’ чут’ ову вист). Стандардно х често је в (ухо—ув, јуха—јува) или га уопште нема (ход—’од, храст—’раст, хватати—’ватати, хранити—’ранити). Именице у дативу и локативу множине губе завршни вокал а (о дрвима — о дрвин’). Говорнике из других крајева изненади и нестандардни нијечни одговор који се не веже на глагол из питања (Трчеш ли? — Нисан. Идеш ли спават’? — Нисан.). Јављају се измјена значења ријечи чешњак—лук, лубеница—диња, хлаче—гаће. Акцентуација је углавном досљедном новоштокавска, са својственим пребацивањем акцента на предакценат (на̏ˬбрду, по̏дˬрӯку, ѝзˬшко̄ле̄→ѝшко̄ле̄, иза̀ˬкуће̄).
Као и у остатку Далмације, присутни су многи изобличени италијанизми (кутла—кациола, плахта—ланцун, ладица—шкафетин, ручник—шугоман, лук—капула), али и турцизми и хунгаризми.